# Planococcoides bengalensis
Planococcoides bengalensis är en insektsart som beskrevs av Soumyendra Nath Ghosh och Birenda Nath Ghose 1988. Planococcoides bengalensis ingår i släktet Planococcoides och familjen ullsköldlöss. Inga underarter finns listade i Catalogue of Life.